# Sefa Urlu
Sefa Urlu (auch Safa Urlu; * 8. März 1994 in Antalya, Türkei) ist ein türkischer Beachvolleyball- und ehemaliger Volleyballspieler.

## Karriere

### Karriere Halle
Der Außenangreifer startete seine Hallenkarriere in der Saison 2014/15 bei Galatasaray FXTCR Istanbul. Mit dem Verein aus der bevölkerungsreichsten Stadt seines Heimatlandes erreichte er die Vorschlussrunde des Landespokals und das Viertelfinale des Challenge Cups. Der Sportclub wurde in der ersten türkischen Liga Vierter.  Vier Spielzeiten später stand Urlu beim Zweitligaclub Eğirdir Elmaspor auf dem Spielfeld und belegte mit seiner Mannschaft in der Gesamtwertung der zweiten Liga den 26. Rang.

### Karriere Beach
Mit Hasan Mermer  erreichte der in Pamphylien geborene Sportler 2014 das Achtelfinale der U22-Europameisterschaften. Eine Saison später siegten die Türken bei einigen nationalen Turnieren und einer Veranstaltung der Balkan Volleyball Association (BVA). 2016 standen sie in der ersten Hauptrunde der Kish Island und der Antalya Open, wobei die Leistung im Iran etwas höher zu bewerten ist, da die beiden sich zunächst in der Qualifikation durchsetzen mussten, während sie in der türkischen Großstadt für das Hauptfeld eine Wildcard erhielten. Anschließend spielte Urlu mit Murat Giginoğlu. Zwei Finalteilnahmen bei der europäischen Snow Volleyball Tour, von denen sie eine gewannen und eine Bronzemedaille bei den CEV Ljubljana Masters sowie eine weitere beim CEV C&S Satellite Göteborg waren die besten Resultate ihrer Zusammenarbeit. Nach vier Wettbewerben im Frühjahr 2018 mit Ali Berke Sağır bildeten Mermer und Urlu wieder ein Team. Sie wurden Vierte beim Ein-Stern-Wettbewerb in Aydın und erkämpften Achtelfinalteilnahmen bei den höherklassigen Drei-Sterne-Events in Mersin, Haiyang und Tokio. Bei den Mittelmeerspielen in Tarragona sicherten sie sich im Spiel um den dritten Platz Bronze gegen die Franzosen Quincy Ayé und Youssef Krou. Zum Jahresende wechselte der an der Türkischen Riviera aufgewachsene Athlet zu Selçuk Şekerci. Das Duo stand 2019 im Endspiel der Winter Edition von Ljubljana sowie im Achtelfinale des Jūrmala Three Star und siegte beim Continental Cup in der gleichen Saison in Schinias sowie zwei Spieljahre danach in Izmir. 
2022 entschieden sich Urlu und Mermer zum dritten Mal für eine Partnerschaft. Sie erreichten ihren bis zu diesem Zeitpunkt wertvollsten Erfolg beim Challenge in Agadir, als sie nach erfolgreich überstandener Qualifikation gegen die späteren Olympiateilnehmer Hodges / Schubert im Pool E die weiteren Olympioniken Krou / Gauthier-Rat sowie die Mexikaner Sarabia / Virgen bezwingen konnten und erst im Viertelfinale von den Siegern des Events, dem Olympiafünften Stefan Boermans mit seinem Partner Matthew Immers, gestoppt wurden. Im gleichen Jahr sicherte sich das türkische Beachpaar die Bronzemedaille beim Futures in Geelong und den Sieg bei der Balkanmeisterschaft.